# Baptodoris
Baptodoris es un género de moluscos nudibranquios de la familia Discodorididae.

## Diversidad
El género Baptodoris incluye un total de 6 especies descritas:
- Baptodoris cinnabarina Bergh, 1884
- Baptodoris mimetica Gosliner, 1991
- Baptodoris perezi Llera & Ortea in Ortea, Perez & Llera, 1982
- Baptodoris peruviana d’Orbigny, 1837
- Baptodoris phinei Valdés, 2001
- Baptodoris stomascuta (Bouchet, 1977)